# Syndrome lymphoprolifératif
Le syndrome lymphoprolifératif est une prolifération de cellules d'origine lymphoïde. Ce syndrome survient chez des patients ayant des troubles du système immunitaire. Ils sont parfois désignés sous le terme de « désordre immunoprolifératif », mais le syndrome lymphoprolifératif est une composante des désordres immunoprolifératifs, comme les hypergammaglobulinémies sont une composante des paraprotéinémie.

## Exemple de syndrome lymphoprolifératif
- leucémie lymphoïde chronique
- leucémie aiguë lymphoïde
- leucémie à tricholeucocytes
- lymphomes
- myélome multiple
- ataxie télangiectasie
- syndrome de Wiskott-Aldrich
- syndrome lymphoprolifératif post-transplantion
- syndrome lymphoprolifératif avec auto-immunité